# Либерман, Адольф

Германский гвардеец.

Адольф Либерман (нем. Adolf Liebermann; 5 сентября 1891, Зоннеберг, Тюрингия — 15 февраля 1945, Дрезден) — немецкий скульптор.

## Биография
В 1913—1914 и с 1918 по 1923 год А. Либерман обучался в Дрезденской академии художеств. Ученик Сельмара Вернера.
Был членом Немецкой ассоциации художников. С 1932 года — председатель Дрезденского картинного объединения. В 1940 году избран председателем Союза художников. В марте-апреле 1943 года — директор выставки «Солдат и художник» (Soldat und Künstler), которая проходила под патронажем гауляйтера Мартина Мучмана в здании галереи Терраса Брюля.
Погиб во время бомбардировки Дрездена 15 февраля 1945 года. Его студия была полностью разрушена, а созданные им работы — уничтожены.

## Творчество
Либерман — автор разных по размеру скульптур из гранита и бронзы, портретных бюстов, надгробных памятников и скульптурных фасадных украшения в Дрездене.